# Centro de estudios de historia del antiguo Oriente
Il Centro de estudios de historia del antiguo Oriente (CEHAO) (in italiano: Centro per lo studio della storia dell'Oriente antico) è un istituto di ricerca universitaria della Pontificia università cattolica argentina di Buenos Aires.
Si occupa di storia e archeologia del Vicino Oriente antico. Il CEHAO ha molte pubblicazioni periodiche: la  riviste scientifiche annuale Antiguo Oriente, le monografie di accesso aperto Ancient Near East Monographs (ANEM) (pubblicato con la Society of Biblical Literature (Stati Uniti)), e Damqatum, la newsletter del centro.

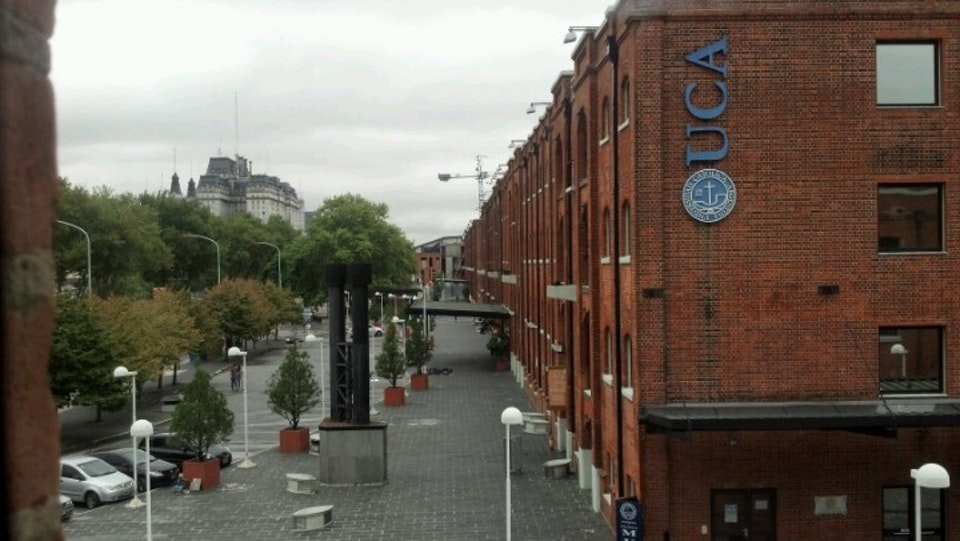
Il CEHAO si trova nell'edificio San Alberto Magno, Puerto Madero. Campus della Pontificia università cattolica argentina

## Pubblicazioni
Catalogo : accesso diretto on-line Archiviato il 9 luglio 2013 in Internet Archive.
- Antiguo Oriente (AntOr)
- Ancient Near East Monographs (ANEM)
- Damqatum, le bulletin du CEHAO